# Julia Taubitz
Julia Taubitz (ur. 1 marca 1996 w Annaberg-Buchholz) – niemiecka saneczkarka, pięciokrotna zdobywczyni Pucharu Świata, trzykrotna medalistka mistrzostw świata juniorów, wielokrotna medalistka mistrzostw świata i mistrzostw Europy.

## Kariera
Saneczkarstwo uprawia od 2003 roku. W 2013 roku rozpoczęła starty w Pucharze Świata juniorów. Rok później pojawiła się na mistrzostwach świata juniorów w Igls, na których wywalczyła brązowy medal w konkurencji jedynek oraz zajęła 5. miejsce w konkurencji sztafetowej. Na przełomie 2014 i 2015 roku wygrała dwa rozgrywane w Whistler oraz Igls konkursy sezonu 2014/2015 Pucharu Świata juniorów, zaś w klasyfikacji generalnej tego sezonu uplasowała się na 2. miejscu.
W 2015 roku wzięła udział w mistrzostwach świata juniorów w Lillehammer, na których była siódma w jedynkach. 28 listopada tego roku miał miejsce jej debiut i zarazem zdobycie pierwszych punktów w Pucharze Świata, kiedy to na rozgrywanych w Igls zawodach sezonu 2015/2016 zajęła 18. miejsce w konkurencji jedynek. W następnym roku pojawiła się na mistrzostwach świata juniorów w Winterbergu, na których zdobyła złote medale w konkurencji jedynek i sztafetowej, na mistrzostwach świata w Königssee, które przyniosły jej 6. miejsce zarówno w jedynkach, jak i w sprincie, a także na mistrzostwach Europy w Altenbergu, na których była szósta w konkurencji jedynek.
W 2017 roku wystartowała w mistrzostwach świata do lat 23 w Igls, na których zdobyła srebrny medal, w mistrzostwach świata w Igls, na których zajęła 8. miejsce w jedynkach i 12. w sprincie oraz w mistrzostwach Europy w Königssee, gdzie była ósma w konkurencji jedynek. W tym samym roku, 18 lutego zaliczyła pierwsze podium w Pucharze Świata, zdobywając 3. miejsce na rozgrywanych w Pjongczangu zawodach sezonu 2016/2017, na których przegrała jedynie z Rosjanką Tatjaną Iwanową i swoją rodaczką Natalie Geisenberger.
W 2018 roku pojawiła się na mistrzostwach Europy w Siguldzie, z których wróciła z jedynkowym 6. miejscem, ponadto 8 grudnia tego roku odniosła pierwsze zwycięstwo w Pucharze Świata, pokonując w konkurencji jedynek na rozgrywanych w Calgary zawodach sezonu 2018/2019 Natalie Geisenberger i Kanadyjkę Kimberley McRae. W 2019 roku wzięła udział w mistrzostwach świata w Winterbergu, na których zdobyła srebrny medal w konkurencji sprintu, rozdzielając na podium swoje rodaczki: Natalie Geisenberger i Dajanę Eitberger oraz w konkurencji jedynek, w której uplasowała się za Natalie Geisenberger i przed Amerykanką Emily Sweeney, a także w mistrzostwach Europy w Oberhofie, które przyniosły jej jedynkowe 5. miejsce. W  Pucharze Świata w sezonie 2018/2019 zajęła drugie miejsce za utytułowaną rodaczką Natalie Geisenberger. Podczas mistrzostw świata w Soczi w 2020 roku zdobyła złoty medal w sztafecie, srebrny w jedynkach i była czwarta w sprincie. Na mistrzostwach Europy w Lillehammer zdobyła srebrny medal w jedynkach i była czwarta w sztafecie. Wygrała również klasyfikację generalną Puchar Świata w sezonie 2019/2020 wyprzedzając jedynie o 12 punktów Rosjankę Tatjanę Iwanową.

## Osiągnięcia

### Igrzyska olimpijskie
| Rok  | Miejsce | Jedynki | Sztafeta |
| ---- | ------- | ------- | -------- |
| 2022 | Pekin   | 7.      | -        |

### Mistrzostwa świata
| Rok  | Miejsce    | Jedynki | Jedynki-sprint | Jedynki mieszane | Sztafeta |
| ---- | ---------- | ------- | -------------- | ---------------- | -------- |
| 2016 | Königssee  | 6.      | 6.             | nie rozgrywano   | –        |
| 2017 | Igls       | 8.      | 12.            | nie rozgrywano   | –        |
| 2019 | Winterberg | 2.      | 2.             | nie rozgrywano   | –        |
| 2020 | Soczi      | 2.      | 4.             | nie rozgrywano   | 1.       |
| 2021 | Königssee  | 1.      | 1.             | nie rozgrywano   | 2.       |
| 2023 | Oberhof    | 2.      | 2.             | nie rozgrywano   | -        |
| 2024 | Altenberg  | 2.      | 1.             | nie rozgrywano   | 1.       |
| 2025 | Whistler   | 1.      | nie rozgrywano | 1.               | 1.       |

### Mistrzostwa Europy
| Rok  | Miejsce      | Jedynki | Sztafeta |
| ---- | ------------ | ------- | -------- |
| 2016 | Altenberg    | 6.      | –        |
| 2017 | Königssee    | 8.      | –        |
| 2018 | Sigulda      | 6.      | –        |
| 2019 | Oberhof      | 5.      | –        |
| 2020 | Lillehammer  | 2.      | 4.       |
| 2021 | Sigulda      | 4.      | -        |
| 2022 | Sankt Moritz | 4.      | -        |
| 2023 | Sigulda      | 8.      | -        |
| 2024 | Igls         | 2.      | 2.       |
| 2025 | Winterberg   | 1.      | 2.       |

### Mistrzostwa świata juniorów
| Rok  | Miejsce     | Jedynki | Sztafeta |
| ---- | ----------- | ------- | -------- |
| 2014 | Igls        | 3.      | 5.       |
| 2015 | Lillehammer | 7.      | –        |
| 2016 | Winterberg  | 1.      | 1.       |

### Puchar Świata

#### Miejsca w klasyfikacji generalnej
| Sezon     | Miejsce |
| --------- | ------- |
| 2015/2016 | 15.     |
| 2016/2017 | 12.     |
| 2017/2018 | 8.      |
| 2018/2019 | 2.      |
| 2019/2020 | 1.      |
| 2020/2021 | 2.      |
| 2021/2022 | 1.      |
| 2022/2023 | 1.      |
| 2023/2024 | 1.      |
| 2024/2025 | 1.      |

#### Miejsca na podium w zawodach Pucharu Świata – indywidualnie
Stan na koniec sezonu 2023/2024
| Lp. | Data       | Miejsce      | Konkurencja    | Lokata |
| --- | ---------- | ------------ | -------------- | ------ |
| 1.  | 18.02.2017 | Pjongczang   | jedynki        | 3      |
| 2.  | 20.01.2018 | Lillehammer  | jedynki        | 3      |
| 3.  | 24.11.2018 | Igls         | jedynki        | 2      |
| 4.  | 25.11.2018 | Igls         | jedynki-sprint | 2      |
| 5.  | 01.12.2018 | Whistler     | jedynki        | 2      |
| 6.  | 08.12.2018 | Calgary      | jedynki        | 1      |
| 7.  | 16.12.2018 | Lake Placid  | jedynki        | 3      |
| 8.  | 16.12.2018 | Lake Placid  | jedynki-sprint | 3      |
| 9.  | 05.01.2019 | Königssee    | jedynki        | 1      |
| 10. | 23.11.2019 | Igls         | jedynki        | 3      |
| 11. | 30.11.2019 | Lake Placid  | jedynki        | 1      |
| 12. | 01.12.2019 | Lake Placid  | jedynki-sprint | 1      |
| 13. | 12.01.2020 | Altenberg    | jedynki        | 1      |
| 14. | 18.01.2020 | Lillehammer  | jedynki        | 3      |
| 15. | 25.01.2020 | Sigulda      | jedynki        | 1      |
| 16. | 26.01.2020 | Sigulda      | jedynki-sprint | 1      |
| 17. | 22.02.2020 | Winterberg   | jedynki        | 3      |
| 18. | 29.02.2020 | Königssee    | jedynki        | 2      |
| 19. | 29.11.2020 | Igls         | jedynki        | 1      |
| 20. | 29.11.2020 | Igls         | jedynki-sprint | 1      |
| 21. | 19.12.2020 | Winterberg   | jedynki        | 1      |
| 22. | 20.12.2020 | Winterberg   | jedynki-sprint | 1      |
| 23. | 03.01.2021 | Königssee    | jedynki        | 1      |
| 24. | 24.01.2021 | Igls         | jedynki        | 2      |
| 25. | 24.01.2021 | Igls         | jedynki-sprint | 1      |
| 26. | 07.02.2021 | Sankt Moritz | jedynki        | 2      |
| 27. | 21.11.2021 | Yanqing      | jedynki        | 2      |
| 28. | 05.12.2021 | Soczi        | jedynki        | 1      |
| 29. | 05.12.2021 | Soczi        | jedynki-sprint | 1      |
| 30. | 11.12.2021 | Altenberg    | jedynki        | 2      |
| 31. | 19.12.2021 | Igls         | jedynki        | 1      |
| 32. | 19.12.2021 | Igls         | jedynki-sprint | 2      |
| 33. | 02.01.2022 | Winterberg   | jedynki        | 1      |
| 34. | 09.01.2022 | Sigulda      | jedynki        | 2      |
| 35. | 16.01.2022 | Oberhof      | jedynki        | 2      |
| 36. | 03.12.2022 | Igls         | jedynki        | 3      |
| 37. | 04.12.2022 | Igls         | jedynki-sprint | 3      |
| 38. | 09.12.2022 | Whistler     | jedynki        | 2      |
| 39. | 17.12.2022 | Park City    | jedynki        | 3      |
| 40. | 17.12.2022 | Park City    | jedynki-sprint | 1      |
| 41. | 07.01.2023 | Sigulda      | jedynki        | 3      |
| 42. | 04.02.2023 | Altenberg    | jedynki        | 1      |
| 43. | 11.02.2023 | Winterberg   | jedynki        | 1      |
| 44. | 12.02.2023 | Winterberg   | jedynki-sprint | 1      |
| 45. | 18.02.2023 | Sankt Moritz | jedynki        | 2      |
| 46. | 09.12.2023 | Lake Placid  | jedynki        | 2      |
| 47. | 09.12.2023 | Lake Placid  | jedynki-sprint | 1      |
| 48. | 16.12.2023 | Whistler     | jedynki        | 1      |
| 49. | 06.01.2024 | Winterberg   | jedynki        | 2      |
| 50. | 13.01.2024 | Igls         | jedynki        | 2      |
| 51. | 04.02.2024 | Altenberg    | jedynki        | 1      |
| 52. | 10.02.2024 | Oberhof      | jedynki        | 3      |
| 53. | 18.02.2024 | Oberhof      | jedynki        | 1      |
| 54. | 18.02.2024 | Oberhof      | jedynki-sprint | 1      |
| 55. | 24.02.2024 | Sigulda      | jedynki        | 3      |
| 56. | 25.02.2024 | Sigulda      | jedynki-sprint | 1      |

#### Miejsca na podium w zawodach Pucharu Świata – drużynowo
Stan na koniec sezonu 2023/2024
| Lp. | Data       | Miejsce   | Konkurencja | Lokata |
| --- | ---------- | --------- | ----------- | ------ |
| 1.  | 08.12.2018 | Calgary   | sztafeta    | 1      |
| 2.  | 06.01.2019 | Königssee | sztafeta    | 1      |
| 3.  | 24.11.2019 | Igls      | sztafeta    | 3      |
| 4.  | 12.01.2020 | Altenberg | sztafeta    | 2      |
| 5.  | 29.11.2020 | Igls      | sztafeta    | 1      |
| 6.  | 03.01.2021 | Königssee | sztafeta    | 2      |
| 7.  | 12.12.2021 | Altenberg | sztafeta    | 1      |
| 8.  | 16.01.2022 | Oberhof   | sztafeta    | 1      |
| 9.  | 10.12.2022 | Whistler  | sztafeta    | 1      |
| 10. | 05.02.2023 | Altenberg | sztafeta    | 2      |
| 11. | 16.12.2023 | Whistler  | sztafeta    | 1      |
| 12. | 14.01.2024 | Igls      | sztafeta    | 2      |